# 二名駅
二名駅（ふたなえき）は、愛媛県宇和島市三間町中野中にある、四国旅客鉄道（JR四国）予土線の駅である。駅番号はG43。

## 歴史
- 1914年（大正3年）10月18日：宇和島鉄道の中野駅（なかのえき）として開業[1]。
- 1933年（昭和8年）8月1日：宇和島鉄道が国有化[1]。二名駅（ふたなえき）に改称[1]。
- 1956年（昭和31年）12月1日：貨物取扱廃止[1]。
- 1963年（昭和38年）4月1日：業務委託駅となる（日本交通観光社に委託）[2]。
- 1971年（昭和46年）11月8日：荷物扱い廃止[1][3]。駅員無配置駅となる[4]（簡易委託化）。
- 1987年（昭和62年）4月1日：国鉄分割民営化により、JR四国の駅となる[1]。
- 2016年（平成28年）9月1日：完全無人化。

## 駅構造
単式ホーム1面1線を有する地上駅で、駅舎は無く無人駅となっている。務田駅や大内駅などと同様のデザインの待合室が設置されている。駅前には駅舎を撤去した跡が残っていて、かつては駅前の商店で切符販売を行う簡易委託駅であったが2016年8月31日をもって簡易委託を終了した。

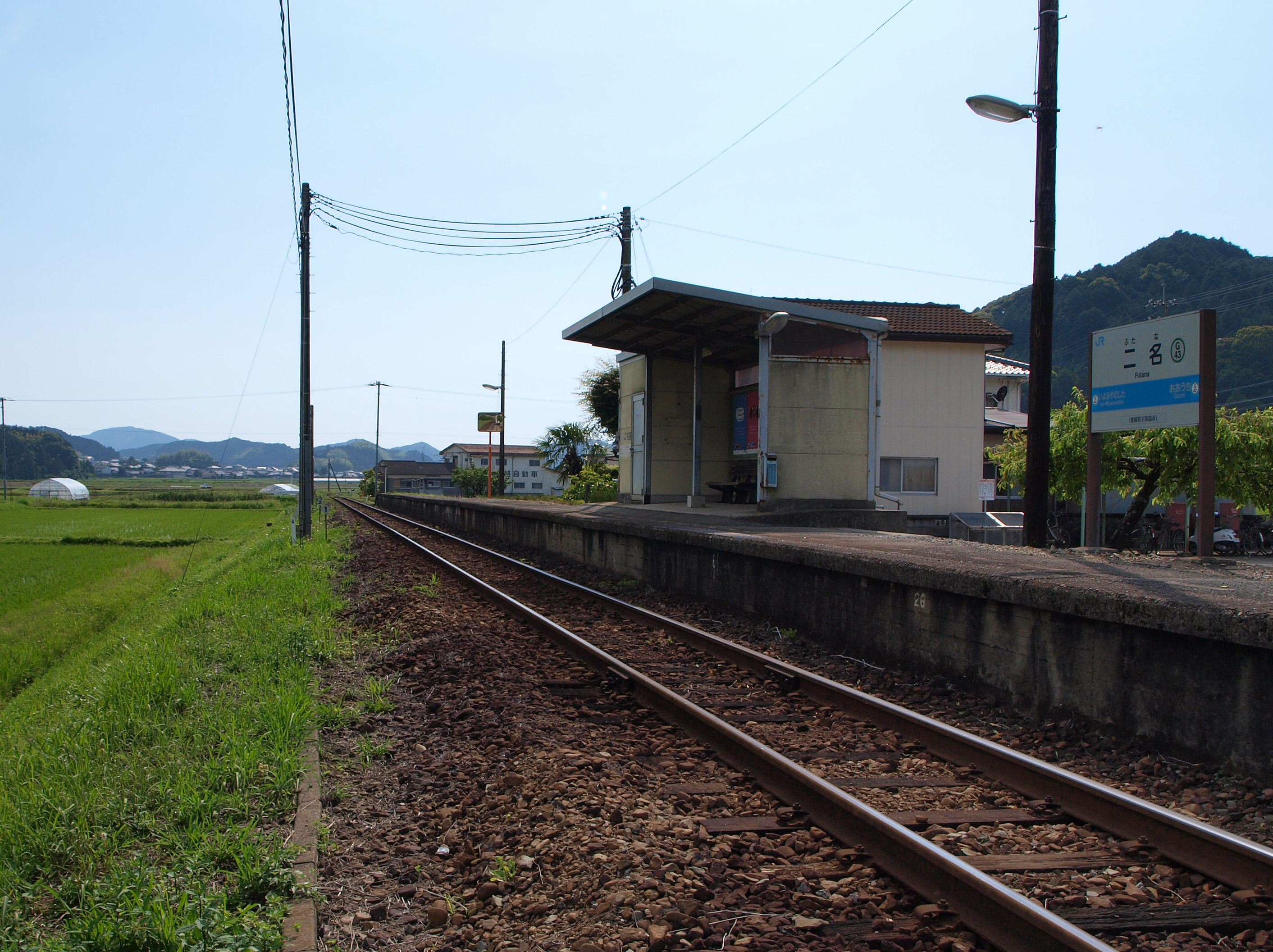
ホーム（2010年5月）

## 利用状況
1日の平均乗降人員は以下の通り。
| 1日乗降人員推移 | 1日乗降人員推移 |
| 年度            | 1日平均人数     |
| --------------- | --------------- |
| 2011年          | 34              |
| 2012年          | 36              |
| 2013年          | 28              |
| 2014年          | 26              |
| 2015年          | 22              |
| 2016年          | 32              |
| 2017年          | 38              |
| 2018年          | 36              |

## 駅周辺
駅前を愛媛県道283号線が通る。周辺は田畑が大きく広がるが、民家も点在する。駅南東側には蒲鉾工場がある。
- 安岡蒲鉾本社・工場[7]
- 愛媛県道283号広見吉田線
- 宇和島市コミュニティバス「JR二名駅前」停留所

## 隣の駅
四国旅客鉄道（JR四国）
■予土線
大内駅 (G42) - 二名駅 (G43) - 伊予宮野下駅 (G44)